# Neoarcturus kensleyi
Neoarcturus kensleyi är en kräftdjursart som beskrevs av Gary C.B. Poore 2003. Neoarcturus kensleyi ingår i släktet Neoarcturus och familjen Holidoteidae. Inga underarter finns listade i Catalogue of Life.